# جواد آشتیانی (بازیکن فوتبال)
جواد آشتیانی زادهٔ ۲۰ اوت ۱۹۸۱) یک بازیکن فوتبال اهل ایران است.

## باشگاه حرفه‌ای
جواد آشتیانی از سال ۲۰۰۵ میلادی برای باشگاه فوتبال سایپا البرز بازی کرده است.

### آمار باشگاه حرفه‌ای
آخرین به روز رسانی  ۴ اوت ۲۰۱۱ 
| عملکرد باشگاهی | عملکرد باشگاهی | عملکرد باشگاهی     | لیگ  | لیگ | جام                   | جام                   | قاره‌ای | قاره‌ای | مجموع | مجموع |
| فصل            | باشگاه         | لیگ                | بازی | گل  | بازی                  | گل                    | بازی   | گل     | بازی  | گل    |
| ایران          | ایران          | ایران              | لیگ  | لیگ | جام حذفی فوتبال ایران | جام حذفی فوتبال ایران | آسیا   | آسیا   | مجموع | مجموع |
| -------------- | -------------- | ------------------ | ---- | --- | --------------------- | --------------------- | ------ | ------ | ----- | ----- |
| ۸۵–۱۳۸۴        | سایپا          | لیگ برتر خلیج فارس | ۱۴   | ۱   |                       |                       | -      | -      |       |       |
| ۸۶–۱۳۸۵        | سایپا          | لیگ برتر خلیج فارس | ۲۷   | ۲   |                       |                       | -      | -      |       |       |
| ۸۷–۱۳۸۶        | سایپا          | لیگ برتر خلیج فارس | ۲۹   | ۴   |                       |                       | ۵      | ۰      |       |       |
| ۸۸–۱۳۸۷        | سایپا          | لیگ برتر خلیج فارس | ۲۷   | ۳   | ۱                     | ۰                     | -      | -      | ۲۸    | ۳     |
| ۸۹–۱۳۸۸        | سایپا          | لیگ برتر خلیج فارس | ۲۵   | ۰   | ۱                     | ۰                     | -      | -      | ۲۶    | ۰     |
| ۹۰–۱۳۸۹        | سایپا          | لیگ برتر خلیج فارس | ۱۳   | ۰   | ۰                     | ۰                     | -      | -      | ۱۳    | ۰     |
| ۹۱–۱۳۹۰        | سایپا          | لیگ برتر خلیج فارس | ۰    | ۰   | ۱                     | ۰                     | -      | -      | ۱     | ۰     |
| مجموع          | مجموع          | مجموع              | ۱۳۵  | ۱۰  |                       |                       | ۵      | ۰      |       |       |

- پاس‌های گل

| فصل     | تیم                       | پاس گل |
| ------- | ------------------------- | ------ |
| ۸۹–۱۳۸۸ | باشگاه فوتبال سایپا البرز | ۳      |
| ۹۰–۱۳۸۹ | باشگاه فوتبال سایپا البرز | ۱      |
| ۹۱–۱۳۹۰ | باشگاه فوتبال سایپا البرز | ۰      |